# Mariánská lípa
Mariánská lípa je památný strom lípa malolistá (Tilia cordata). Roste na západním okraji Mariánské v okrese Karlovy Vary v Karlovarském kraji, v travnaté ploše u čističky odpadních vod. Lípa připomíná poutní kostel Panny Marie a kapucínský klášter, které zde stávaly. Klášter byl zrušen v roce 1948 a jeho poslední zbytky byly odstraněny v roce 1965. Z klášterní zahrady zde zůstala jen vysoká památná lípa.
Hustá koruna stromu sahá do výšky 27 m, obvod kmene měří 516 cm (měření 2014). Strom je chráněn od roku 2004 jako esteticky zajímavý strom, významný stářím a vzrůstem a jako historicky důležitý strom.

## Stromy v okolí
- Lípy u kapličky
- Winklerův jasan
- Merklínský javor
- Buk na Starém Jelení